# Nils-Ole Book
Nils-Ole Book (* 17. Februar 1986 in Beckum) ist ein ehemaliger deutscher Fußballspieler und derzeitiger -funktionär.

## Karriere
In der Jugend war Book für die SpVg Beckum aktiv. 1999 wechselte der Mittelfeldspieler zu LR Ahlen und sammelte zunächst in der zweiten Mannschaft Spielpraxis. 2004 erhielt Book bei den Ahlenern einen Profivertrag. Nachdem er in der Saison 2004/05 noch selten zum Einsatz gekommen war, war er in der Saison 2005/06 Leistungsträger der Mannschaft und erzielte drei Saisontore. Er weckte auch das Interesse anderer Vereine und nahm am 11. Juni 2006 ein Angebot des MSV Duisburg ab der Saison 2006/07 an. Im ersten Jahr kam er 14-mal zum Einsatz und stieg mit dem Verein in die Bundesliga auf. Dort konnte er sich verletzungsbedingt nicht behaupten und spielte während der Saison 2007/08 gelegentlich für die 2. Mannschaft. Für die Saison 2008/09 wurde Book zunächst für ein Jahr an seinen ehemaligen Klub, den Zweitligisten Rot Weiss Ahlen, ausgeliehen. 2009 schloss er sich endgültig den Ahlenern an und stieg mit dem Klub 2010 in die 3. Liga ab. Nach der Insolvenz des Vereins verließ er RW Ahlen.
Am 19. August 2011 unterschrieb Book einen Vertrag beim SV Wehen Wiesbaden, für den er in sechs Jahren 128 Spiele absolvierte, dabei neun Tore erzielte und wo er zeitweise Mannschaftskapitän war. Ab der Winterpause 2016/17 wurde er nicht mehr berücksichtigt und im Sommer 2017 wurde sein noch ein Jahr laufender Vertrag aufgelöst.
Nach dem Ende seiner Spielerkarriere arbeitete Book seit September 2017 als Nachwuchs-Scout bei der SV Elversberg. Am 29. Oktober 2018 rückte er zum Sportdirektor beim saarländischen Klub auf, nachdem sich dieser vom bisherigen Amtsinhaber Roland Seitz getrennt hatte. Seit der Saison 2022/23 agiert Book bei der SV Elversberg als Sport-Vorstand. Unter Books sportlicher Verantwortung stieg die SV Elversberg von der Regionalliga Südwest bis in die 2. Bundesliga auf. In der Saison 2024/25 erreichte die Mannschaft den dritten Tabellenplatz und qualifizierte sich für die Relegation zur Bundesliga, in der sie dem 1. FC Heidenheim unterlag. Dabei etablierte sich der Klub als attraktive Station für talentierte Spieler, die auf Leihbasis verpflichtet wurden und ihre nächsten Karriereschritte gingen – wie Nick Woltemade, Paul Wanner oder Fisnik Asllani.
Book spielte auch für die Juniorenauswahlen des DFB (U-17 bis U-21).